# Gaetano Manfredi
Pour les articles homonymes, voir Manfredi.
Gaetano Manfredi, né le 4 janvier 1964 à Ottaviano, est un ingénieur et universitaire italien. De janvier 2020 à février 2021, il est ministre de l'Enseignement supérieur et de la Recherche dans le deuxième gouvernement de Giuseppe Conte. Il est élu maire de Naples en 2021.

## Biographie
Gaetano Manfredi est auparavant recteur de l'Université de Naples.

## Carrière politique
Gaetano Manfredi supervise la réponse à l'épidémie de COVID-19 en Italie en relation avec les universités italiennes,. Il a annoncé que des cours en ligne seraient dispensés aux étudiants dans les zones clés les plus touchées par l'épidémie à partir du 2 mars 2020.
Le 4 octobre 2021, il est élu dès le premier tour maire de Naples.